# Средња школа „Ђура Јакшић” Рача
Средња школа „Ђура Јакшић” се налази у улици Карађорђева 94 у Рачи.

## Историјат
Министарство просвете Краљевине Југославије је на молбу грађана Раче и Лепенског среза одобрио оснивање средње школе јер је било сто педесет пријављених ученика. Школа је убрзо добила наставни кадар, школски намештај и новчани оснивачки фонд. Указ краља Петра I Карађорђевића о оснивању школе је потписан 17. септембра 1920. чиме је озваничио уопштено постојање приватне четвороразредне средње школе која је почела са радом 1. септембра. У Рачи су основана три различита типа школе: Нижа мешовита гимназија, Занатска трговачка школа и Радничка школа. Министарство просвете је прилагођавало школске програме према западноевропском систему школства, али је велика пажња придавана музичком и телесном васпитању. Данас садрже образовне профиле Општа гимназија, Електротехничар информационих технологија и Руковалац грађевинском механизацијом.